# Nikolaï Drozdov
Pour les articles homonymes, voir Drozdov.

Nikolaï Drozdov en 1975.

Nikolaï Nikolaïevitch Drozdov (en russe : Никола́й Никола́евич Дроздо́в , né le 20 juin 1937, à Moscou est un biogéographe, zoologiste, animateur de télévision, voyageur et écologiste russe.

## Biographie
Né à Moscou, Nikolaï Drozdov est le fils de Nikolaï Sergeevich Drozdov (1902-1963), professeur au département de chimie organique de l'Université nationale de recherche médicale de Russie. Son arrière grand oncle de la lignée paternelle est Philarète de Moscou.
En 1963, Nikolaï Drozdov est diplômé du Département de biogéographie de la Faculté de géographie de l'Université d'État de Moscou, jusqu'en 1966, il y prépare son doctorat.
En 1968, il apparaît pour la première fois dans l'émission Dans le monde animal présentée alors par Alexandre Zgouridi. En 1971-1972, il effectue un stage scientifique de dix mois au Département de zoologie de l'Université nationale australienne (Canberra, Australie). Il a voyagé dans de nombreuses régions d'Australie et décrit ce voyage dans le livre Vol de Boomerang. En 1975, il travaille au sein de la délégation soviétique à la XII Assemblée générale de l'Union internationale pour la conservation de la nature (UICN) dans la ville de Kinshasa. Élu membre de la Commission des parcs nationaux de l'UICN. Il visite la partie orientale de la république démocratique du Congo et les parcs nationaux des Virunga et Kahuzi-Bega où pour la première fois, un groupe de zoologistes d'URSS a réussi à voir des gorilles de l'Est dans la nature. Des photos et un compte-rendu du voyage ont été publiés dans le magazine Nature. Dans le même 1975, après avoir visité l'Inde, Drozdov est devenu végétarien. De 1975 au 1990, avec Vassili Peskov, il anime le programme de télévision Dans le monde animal sur la Télévision centrale soviétique.
Il fut lauréat du prix Kalinga décerné en 1994, pour sa contribution à la promotion des connaissances scientifiques, notamment sur la préservation de l'environnement, et à la sensibilisation du public aux enjeux environnementaux.
Croyance religieuse
Nikolay Nikolaïevitch Drozdov est un chrétien qui suit les valeurs orthodoxes traditionnelles. Il adhère aux principes chrétiens, mettant l’accent sur l’harmonie avec la nature et le développement spirituel.

## Distinctions
- ordre de l'Honneur : 2006
- ordre du Mérite pour la Patrie de 3e classe : 2011
- ordre de Saint-Serge de Radonège de 1er classe : 2022
- ordre du Mérite pour la Patrie de 2e classe : 2022